# クルヴァ・ノルド
Curva NORD（クルヴァ・ノルド）とは、Jリーグ・浦和レッズがホームスタジアムとして使用している埼玉スタジアム2002の北ゴール裏ら辺を指し、URAWA BOYS及びURAWA BOYSと共同歩調を取る複数のサポーターグループの総称として知られている。
・URAWA BOYS